# Самарский район (Восточно-Казахстанская область)
Сама́рский райо́н (каз. Самар ауданны) — административно-территориальная единица в составе Восточно-Казахстанской области.

## История
Самарский район с центром в селе Самарское был образован в составе Семипалатинского округа 17 января 1928 года из части Тимофеевской волости Бухтарминского уезда, части Кокпектинской волости Зайсанского уезда, части Буконьской волости Усть-Каменогорского уезда Семипалатинской губернии. В его состав вошли 24 сельсовета (Александровский, Батинский, Братский, Буконьский, Казнаковский, Кокпектинский, Малороссийский, Мариногорский, Меновновский, Миролюбовский, Московский, Ново-Архангельский, Олеговский, Пантелеймоновский, Петропавловский, Подгорный, Преображенский, Прохладненский, Розовский, Самарский, Славянский, Тимофеевский, Чигилекский, Чистоярский).
Постановлением ВЦИК от 23 июля 1930 года в Казакской АССР было ликвидировано окружное деление и введено районное, в основу которого были положены укрупнённые районы. В связи с этим Самарский район был упразднён, а его территория вошла в состав Кокпектинского и Курчумского районов, имевших с 17 декабря 1930 года прямое республиканское подчинение.
9 января 1935 года за счёт разукрупнения Кокпектинского и Курчумского районов был вновь образован Самарский район (утверждено ВЦИК 31 января 1935 года) в составе существовавшей с 20 февраля 1932 года Восточно-Казахстанской области, который состоял из 15 сельсоветов: Александровского, Батинского, Жаналинского, Казнаковского, Кокжуринского, Краснопартизанского, Куладжуринского, Малороссийского, Мариногорского, Мечетского, Миролюбовского, Московского, Пантелеймоновского, Подгорненского, Самарского (утверждено постановлением Восточно-Казахстанского облисполкома от 24 февраля 1935 года).
Указом Президиума Верховного Совета Казахской ССР от 13 августа 1954 года часть сельсоветов была объединена: Кокжуринский, Жаналинский,  Казнаковский — в Казнаковский, Куладжуринский и Краснопартизанский — в Краснопартизанский, Московский и Мариногорский — в Мариногорский, Батинский и Подгорненский — в Подгорненский, Александровский и Самарский — в Самарский.
В рамках административно-территориальной реформы по разделению районов на промышленные и сельские указом Президиума Верховного Совета Казахской ССР от 2 января 1963 года образован Самарский сельский район составе восьми сельсоветов — Казнаковского, Краснопартизанского, Малороссийского, Мариногорского, Миролюбовского, Подгорненского, Самарского, Чкаловского и одного поссовета — Палатцынского.
Решением Восточно-Казахстанского облисполкома от 17 мая 1972 года Малороссийский и Мариногорский сельсоветы объединены в Мариногорский сельсовет.
Решением Восточно-Казахстанского облисполкома от 22 октября 1976 года образован Бастаушинский сельсовет, упразднён Подгорненский сельсовет.
Указом Президента Республики Казахстан от 23 мая 1997 года Самарский район упразднён, его территория вошла в состав Кокпектинского района.
4 мая 2022 года указом президента Казахстана Касым-Жомарта Токаева из состава Кокпектинского района был снова выделен Самарский район с центром в селе Самарское.